# Carl Sundbeck
Carl Leopold Sundbeck, född den 1 maj 1865 i Hjärtums församling, Göteborgs och Bohus län, död den 30 mars 1927 i Ljushults församling, Älvsborgs län, , var en svensk nationalistisk publicist, präst och godsägare. 

## Biografi
Sundbeck avlade mogenhetsexamen i Stockholm 1884, examen i teologi vid Uppsala universitet 1893, och prästvigdes i Skara 1895. Han vantrivdes dock som präst, och fick avsked 1898, samt förvärvade därefter godset Arnäsholm i Ljushults socken i Älvsborgs län. 
Under Uppsalatiden var han 1889 en av stiftarna till Fosterländska studentförbundet (som uppgick i Föreningen Heimdal 1910), och under flera år dess ordförande.  År 1897 deltog han som frivillig i Greklands krig mot Turkiet, och studerade därefter vid Universitetet i Heidelberg samt blev där filosofie licentiat. Sina romantiskt-idealistiska intryck av det tyska studentlivet utgav han senare under titeln Det unga Germanien. Han fick sedan statsanslag för att studera svenska emigranter i USA och Kanada, och var även verksam i  Riksföreningen för svenskhetens bevarande i utlandet. [källa behövs]
Under första världskriget agiterade han i broschyren Sveriges utrikespolitik under världskriget i 1800-talets belysning (1915) under pseudonymen "Gammelsvensk" för Sveriges uppslutning på Tysklands sida i avsikt att återerövra Finland och återuppliva en ärorik historisk tradition. 1917 bildade han Sveriges fosterländska ungdomsförbund. Under finska inbördeskriget var han verksam på den vita sidan. Han erhöll Frihetskorset av tredje klass 1918. I Självtagen diplomati (1924) skildrar han försök att påverka de maktägande i Sverige och Finland i syfte att återföra Åland till Sverige.

### Familj
Sundbecks föräldrar var färgerifabrikören Carl Alfred Sundbeck och Mimmi Odenius. 
Åren 1911–15 var han gift med Ebba Wendela Wachtmeister, och från 1924 med Anna Kjellander.

### Skönlitteratur
- Elsa i Upsala : en skolflickas dagbok. Stockholm: Askerberg. 1897. Libris t4tp7rt0r6tqhpk8. http://hdl.handle.net/2077/59916 - Utgiven anonymt.
- Till häst : dikter / av Anton. Uppsala: Norblads bokhandel. 1913. Libris 1630957

### Varia
- Det unga Germanien : kultur- och resebilder m. m. från det moderna Tyskland. Stockholm: Askerberg. 1898. Libris 1645596
  -  Das junge Germanien : Kultur- und Reisebilder aus dem modernen Deutschland. Essen: Akadpress. 2013. Libris 16422458. ISBN 9783939413288
- Hvad är vårt fosterland? : tal vid fosterländska studentförbundets minnesfest i Uppsala den 6. nov 1899. Uppsala. 1899. Libris 8254563
- Svenskarna i Amerika : deras land, antal och kolonier  : en kort öfversikt till tjänst för emigranter och för våra svensk-amerikanska kolonier intresserade. Stockholm: F. C. Askerbergs bokförlag. 1900. Libris 2060468
- Svenskar vilsna i fjärran Vestern : och sökta af de sina i Sverige = Swedes lost in America  : and sought after by their relations in Sweden. [S. l.]: [s. n.]. 1901. Libris 2355367
- Ord till Sveriges jordbrukare : 1. En resa i Sverige. 2. Ett bref från gränsen. Stockholm. 1902. Libris 3099806
- Samskolan : en undersökning tillägnad föräldrar och målsmän. Stockholm: Askerberg. 1903. Libris 1728675
- Svensk-Amerika lefve! : några tal hållna i Amerika. Stockholm: Askerberg. 1904. Libris 856142
- Svensk-amerikanerna : deras materiella och andliga sträfvanden : anteckningar från en resa i Amerika, företagen med understöd av svenska staten. Rock Island, Ill: Augustana Book Concern. 1904. Libris 504069. https://runeberg.org/svammateri/
- Svenskarne i förskingringen : statistiska och geografiska notiser om svenska kolonier. Uppsala: Norblads bokh. 1911. Libris 1640151
- Sveriges utrikespolitik under världskriget i 1800-talets belysning / af Gammalsvenskar. Uppsala: Askerberg. 1915. Libris 1641081
- Finlands ställning inom Nord-Europa : dagspolitisk framställning. Stockholm: Nationalförl. 1918. Libris 1659281
- Självtagen diplomati : upplevelser och minnen från händelserika år i Polen, Balticum, Finland, Karelen samt - Stockholm och Uppsala. Göteborg: Västra Sverige. 1924. Libris 1482677

### Utgivare
- Svenska röster under Finlands frihetskamp 1918 / ur rikssvenska pressen samlade och utg. av Carl Sundbeck. Stockholm: Chelius. 1920. Libris 1658046